# Ruda (Melonek)
Ruda – część wsi Melonek w Polsce w województwie świętokrzyskim, w powiecie kieleckim, w gminie Łagów.
W latach 1975–1998 miejscowość administracyjnie należała do województwa kieleckiego.

## Historia
Pierwotna nazwa wsi: Ruda Łagowska, związana z wydobywaniem na tym terenie rudy żelaza.
W 1510 r. wymieniono kuźnię, zwaną Ruda Łagowska. W 1578 r. prowadził ją Andrzej Kozłowski.
Na mapie Galicji zachodniej wieś oszacowano na 10 domów, 7 mężczyzn i 3 konie.
W 1827 r. miejscowość liczyła 18 domów i 115 mieszkańców. Pod koniec XIX w. wieś w powiecie opatowskim, gmina Gęsice, parafia Zbilutka. W 1888 r. było tu 17 domów, 96 mieszkańców, dwie morgi ziemi dworskiej, 289 mórg włościańskich.
W roku 1921 naliczono tu 20 budynków z przeznaczeniem mieszkalnym oraz 118 mieszkańców (55 mężczyzn i 63 kobiety). Wszyscy podali narodowość polską.

## Współcześnie
W 1992 r. było tu 14 zagród oraz drewniany młyn wybudowany przed 1939 r., współcześnie o napędzie elektrycznym.
Ruda wchodzi w skład sołectwa Melonek-Ruda. Spis powszechny z czerwca 2011 r. wykazał w sołectwie 167 mieszkańców (Melonek 102. osoby, Ruda 65).

## Obiektyzabytkowe(stan na rok 2004)
- kapliczka św. Jana Nepomucena z końca XIX w.
- szkoła drewniana z 1925 r.
- dwa domy drewniane, około 1920 r.
- młyn drewniany, wodny z 1925 r.
- dwie obory: z 1870 i 1915 r.
- dwie stodoły: z 1885 r. i około 1910 r.[6]